# Hurikán Nicole (2016)
Hurikán Nicole byla tropická cyklóna, která se zformovala 4. října 2016 v Atlantském oceánu. 6. října 2016 se bouře proměnila na hurikán, který místy dosahoval rychlosti větru 2. kategorie hurikánů.
Hurikán se během své cesty stočil na jih a síla hurikánu se následně snížila na úroveň tropické bouře. Později se tropická bouře Nicole obrátila na sever a 11. října dosáhla opět síly hurikánu. Brzy dosáhl hurikán síly 2. kategorie a 13. října dosáhl síly 4. kategorie. Odpoledne 13. října 2016 zasáhl hurikán Bermudy s rychlostí větru 3. a následně 2. kategorie. Večer 13. října hurikán výrazně zeslábl. Odpoledne 15. října se bouře Nicole opět proměnila v hurikán s rychlostí 140 km/h, tedy 1. kategorie a místy 2. kategorie. U Grónska se bouře nakonec 18. října vytratila. Hurikán Nicole zabil 2 osoby, ale celkové materiální škody byly odhadnuty jen na 15 milionů dolarů, čímž se řadí mezi méně destruktivní hurikány.